# Palazzo Contarini a San Beneto
Der Palazzo Contarini a San Beneto ist ein Palast in Venedig im nordostitalienischen Venetien. Er liegt im Sestiere San Marco mit Blick auf den Rio di San Luca, kurz vor dessen Einmündung in den Canal Grande. Seine Hauptfassade grenzt an die Seitenfassade des Palazzo Corner Contarini di Cavalli an und liegt gegenüber dem Palazzo Grimani.

## Geschichte
Der Palast wurde sicher an Stelle eines gotischen Gebäudes errichtet und 1566 fertiggestellt; sein Erbauer ist nicht bekannt. Man nimmt an, dass sein Erbauer Sante Lombardo war, der kurz vor der Fertigstellung dieses Palastes verstarb. Das Gebäude wurde in zwei Phasen umgebaut und ausgeschmückt: Im 17. Jahrhundert wurden ein Innenhof und eine Monumentaltreppe eingebaut und im 18. Jahrhundert entstanden die Fresken und Stuckarbeiten, die heute teilweise verschwunden sind.
Über die Jahrhunderte wohnten in diesem Palast die Familien Corner, Contarini, Mocenigo und Giovanelli. Insbesondere erwarben die Mocenigos das Eigentum an dem Palast 1833 durch eine Erbschaft. Später wurde das Gebäude Sitz der Compagnia delle Acque.

## Beschreibung
Der Baustil dieses Palastes deutet darauf hin, dass der Stil Pietro Lombardos den Vorlieben wich, die mit den Arbeiten von Sebastiano Serlio eingeführt wurden. In Anbetracht der vielen Dekorationen identifizierte John Ruskin dieses Gebäude als Beispiel für die Baustile, die den Übergang von den einfachen Formen zu den komplizierteren der Renaissance herausstellen.
Die Fassade weist eine Reihe venezianischer Fenster in der Mitte auf und dekorative Friese auf der Ebene des Hauptgeschosses. An diese stilistischen Elemente schließen sich seitlich noch ältere an, wie die Dekoration der Fassade, die als Statussymbol diente, und die Form der Bögen, die das Mehrfachfenster im zweiten Hauptgeschoss bilden. Die ganze Fassade ist auch durch verschiedene Marmorqualitäten, Kartuschen, Paterae und Rauten charakterisiert. Sogar einzigartig ist die Sorge um den unteren Teil der Fassade, wo die Öffnungen säuberlich auf zwei Ebenen verteilt sind und einen besonderen architektonischen Rhythmus entstehen lassen.
Der Grundriss ist in L-Form angelegt, was der Einpassung zwischen die bestehenden Gebäude geschuldet ist. Dies wiederum führte dazu, dass die Zimmer zu zwei Innenhöfen hin gelegen sind. Was die Innenräume anbetrifft, ist das „Casino“ im obersten Stockwerk mit Stuckarbeiten von Carpoforo Mazzetti Toncalla verziert. Die Fresken erinnern an die Hochzeit von Giulio Contarini und Elena Morosini, die 1748 gefeiert wurde. Es handelt sich um Werke von Francesco Fontebasso und Gaspare Diziani.